# Хайфський університет
Хайфський університет (івр. אוניברסיטת חיפה) — вищий навчальний заклад у Хайфі, Ізраїль.
У Хайфському університеті навчається 16 500 студентів та аспірантів. ВНЗ видає дипломи ступенів бакалавр, магістр, доктор, а також проводить професорські та пост-докторські курси.

## Структура і спеціалізація
Центром навчання в Хайфському університеті є кафедри так звані «хуґім», які є частиною факультетів. Вибір назви найменшої академічної одиниці «хуґ» — «відділення» — зумовлений бажанням адміністрації університету зробити навчання менш офіціозним, більш особистим.
У складі Хайфського університету 6 факультетів:
- гуманітарний;
- соціальних наук;
- юридичний;
- природничих наук;
- педагогічний;
- соцзабезпечення та охорони здоров'я.

## Історія заснування і становлення
Хайфський університет було засновано у 1963 році за ініціативою мера Хайфи Аби Хуши. Поки розроблявся план і починалося будівництво кампусу, університету довелося тулитися в будівлі Ердштейна, у центрі Хайфа (район Адар). Невелика будівля не могла дати притулок всім студентам, і умови навчання в ті часи були жахливими.
Кампус Хайфського університету було закладено в жовтні 1965 року на плато, що увінчується горою Тлалім (תללים, «Схили»), однією з близько розташованих до Хайфи гір масиву Кармель, за шість кілометрів від центру міста. Дизайн кампусу розробив бразильський архітектор Оскар Німеєр. У 1966 році було завершено будівництво «Рав-Тахліті» (רב-תכליתי, «Багатоцільове»), у якому розташовувалася бібліотека зі 100 000 томів книг, кафетерій, лабораторії, навчальні аудиторії. У цей час у «Рав-Тахліті» розташовані центр підготовки абітурієнтів, кілька науково-дослідних інститутів і лабораторій, центр допомоги студентам, спеціалізовані аудиторії для гуртків мистецтв і один з актових залів.
У 1968 році було розпочато, а в 1970 завершено будівництво будівлі «Мадрега» (מדרגה, «Сходинка», «Тераса»). Зараз у цьому будинку розташовані аудиторії, комп'ютерні класи, спортзал, аудиторії гуртків юриспруденції та психології. У 1973 році було закінчено будівництво «Раши» (בנין ראשי, «Головна будівля»), що містить в собі зараз чотириповерхову бібліотеку, університетський магазин канцтоварів та електроніки і безліч багатоцільових аудиторій.
«Головна будівля» частково прихована під землею, і виникає враження, що з чотирьох поверхів над поверхнею ґрунту розташований тільки один. Насправді через те, що схил, на якому побудовано університет, має великий кут нахилу, головний будинок «вростає» в землю тільки одним своїм боком, а з аудиторій та бібліотеки, розташованих з іншого боку будівлі, відкривається краєвид на місцевість на північ від Хайфи. На даху «Раши» розташовані автомобільна стоянка і оглядовий майданчик.

### Башта Ешкол
У 1973 році було розпочато будівництво головної пам'ятки Хайфского університету — башти «Ешколь» (івр. אשכול — ґроно).

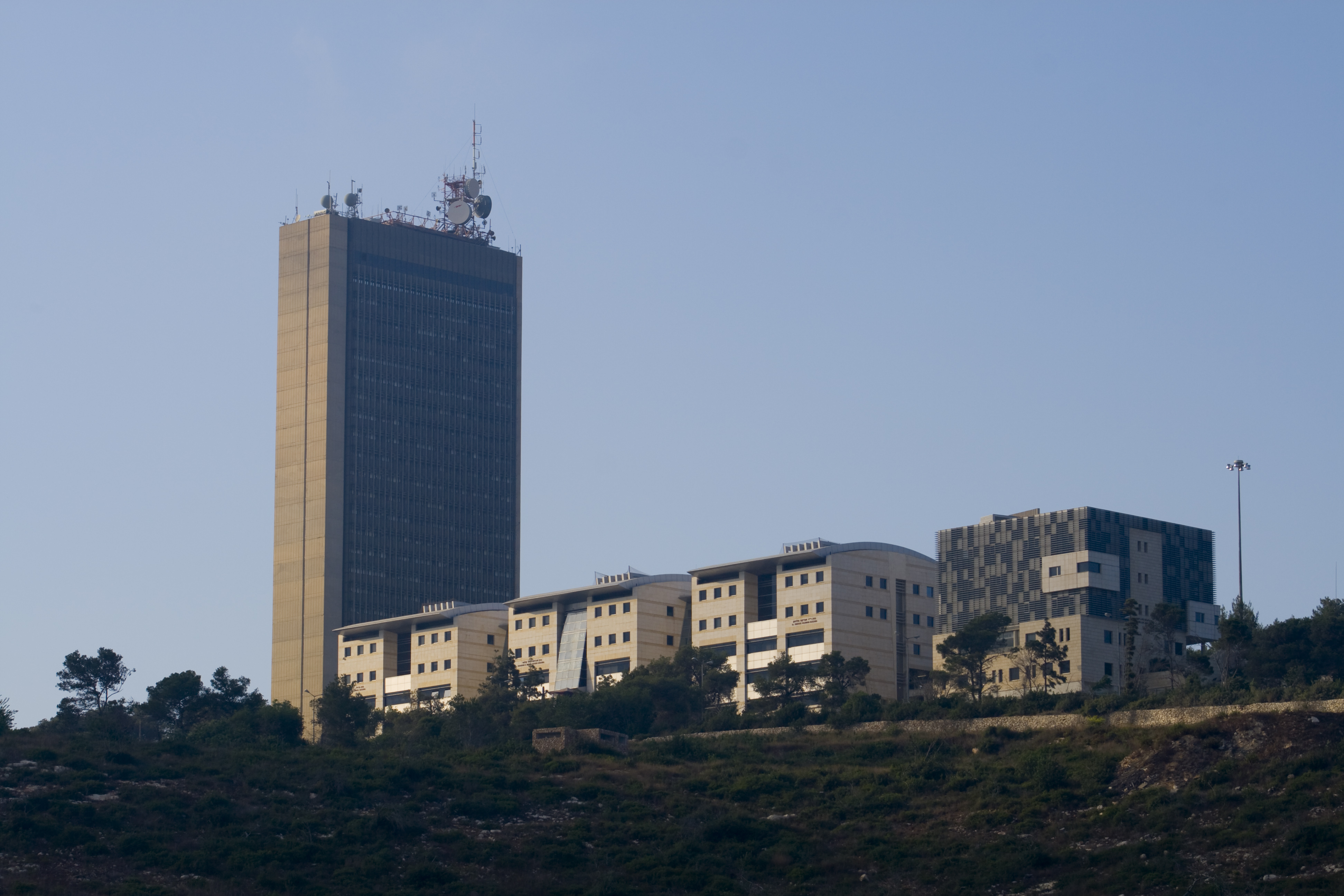
вид на Башту Ешкол з півдня

Будівництво продовжувалось понад десять років, і було завершено тільки в 1987 році. На верхньому, 30-му поверсі розташовані невеликий актовий зал, музей університету та оглядова галерея. Башта розташована практично над будівлею «Раши» яка, своєю чергою, частково заховано під землю. Розміщення хмарочоса таке, що його вузькі стіни звернені на південний захід і на північний схід — це зменшує вплив вітру; пануючі вітру в Хайфі якраз дмуть з південного заходу. Довжина вузької стіни хмарочоса становить всього 14 кроків 12 метрів, тому висока, але дуже вузька вежа справляє враження встромленого в небо клинка.
Крім останнього поверху з галереєю, у вежі «Ешколь» розташовуються переважно адміністративні приміщення — деканати факультетів, академічне керівництво «гуртків», кабінети адміністрації університету. У фундаменті башти розташований університетський обчислювальний центр. Однак у хмарочосі є також і аудиторії, переважно — в силу фізичних обмежень вузького хмарочоса — невеликі, на 10—20 осіб. На даху вежі розташована армійська і науково-дослідна радарна установки.

### Забудова в 1973—2006 роках
У 1973 році також було розпочато будівництво перших студентських гуртожитків. Гуртожиток знаходиться приблизно у 200 метрах від будівлі «Рав-Тахліті», закінченого першим. Будівля гуртожитку, що отримало назву «Федерман» по імені одного зі спонсорів будівництва, являє собою семиповерховий комплекс із чотирикімнатними квартирами. У кожній квартирі по 3 спальні на 2 людини кожна і загальна кімната, кухня та санвузол.
У 1978 році в «Раши» відкрилася галерея мистецтв. Відтоді в галереї щорічно проходять три-чотири виставки, теми яких в основному збігаються з визначеними університетом пріоритетними напрямками в історії мистецтва і в дослідженнях сучасного мистецтва. Колекція предметів мистецтва Хайфського університету складається з більш ніж 1000 найменувань, у тому числі 130 робіт, створених єврейськими майстрами, які були знищені в роки Голокосту.
У 1984 році в головному будинку Хайфського університету було відкрито музей імені Рувена і Едіта Гект. Музей присвячений історії заселення Палестини вважається археологічним або краєзнавчим; це єдиний археологічний музей в кампусі. У музеї також виставлена невелика, але вражаюча колекція художніх робіт багатьох відомих імпресіоністів, французьких та єврейських майстрів, у тому числі Клода Моне. Основний виставковий матеріал — це особиста колекція нині покійного Рувена Гекта.
Сучасний розвиток університетського кампусу триває за проєктом, розробленим ізраїльським архітектором Яковом Рехтером, і прийнятим Директоратом університету в 1992 році. План передбачає будівництво нових корпусів, оснащених за останнім словом техніки, і розвиток гуртожитків.
У рамках цього плану були побудовані:
- «Центр Рабина» (зданий у 1997 році) — 8-поверхова будівля, у якій розташовані факультет Соціальних наук і математики, гуртки психології, статистики, економіки.
- «Центр педагогіки» (зданий у 2002 році) — комплекс із трьох будівель, у яких розташований педагогічний факультет.
- «Будинок Джейкобс» (здана у 2002 році, названо на честь спонсора) — у ньому розмістилися гурток комп'ютерних наук і школа бізнесу для аспірантів.
- «Центр мистецтв» (зданий у 2005 році) — у ньому розташований гуманітарний факультет.
- Гуртожитки «Талія», «Британія» — здані у 2001 році, оточують старіший гуртожиток «Федерман» з двох сторін.

Крім цього, Хайфський університет орендує частину будівлі науково-дослідної лабораторії IBM, побудованої у 2001 році приблизно в 500 метрах від башти «Ешколь».

### Академічний розвиток

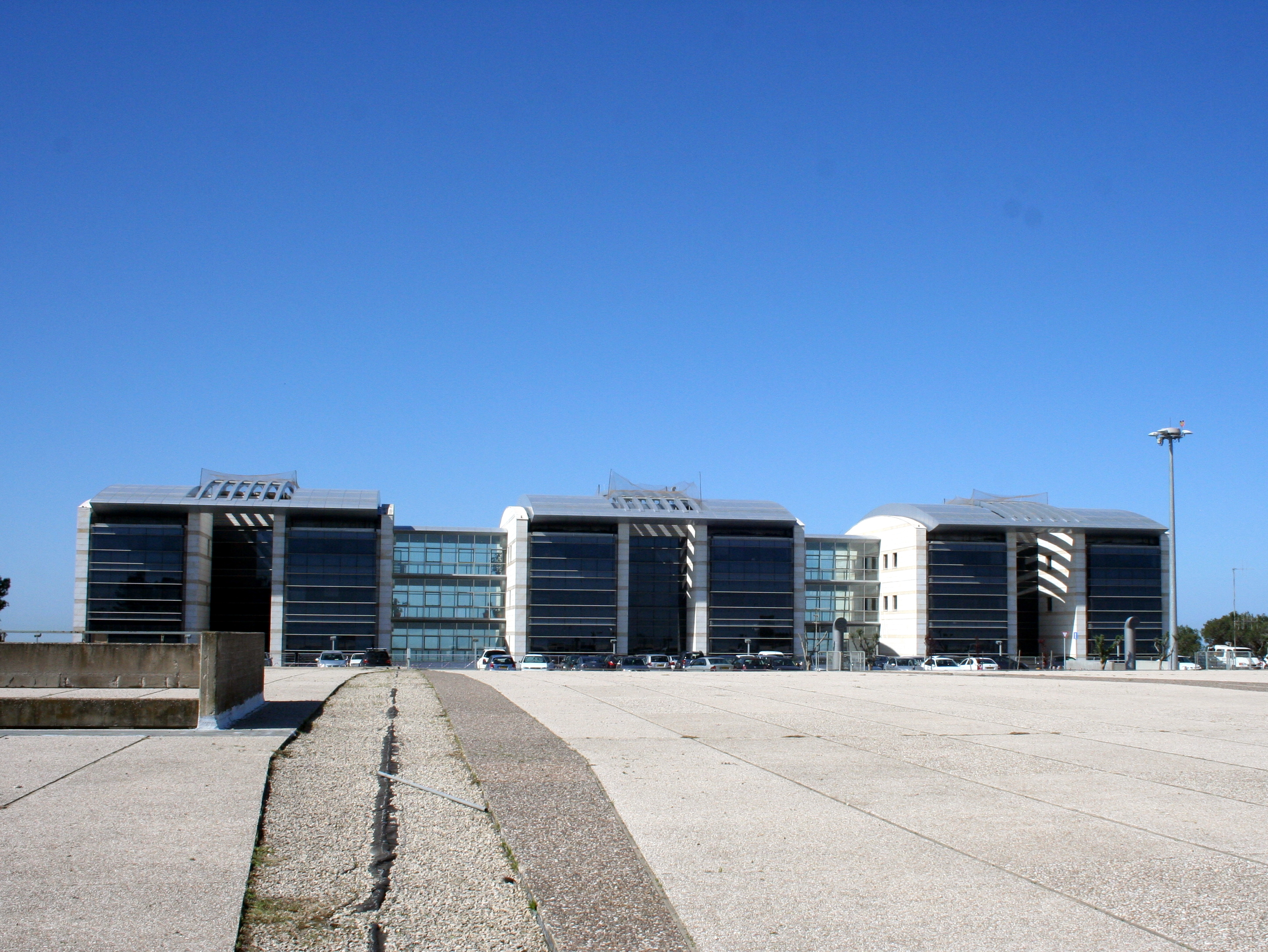

Академічна історія університету розпочалася у 1963 році за власною ініціативою мера Хайфи Аба Хуши.
При створенні університету в штаті перебувало 180 лекторів і надавалося освіта ступеня бакалавра на факультетах: Бібліоведення, Івриту, Єврейської історії, Загальної історії, Французької мови та літератури, Англійської мови та літератури, Арабської мови та літератури, Географії, Соціології та Політики. В першому потці було лише 472 студенти, а закінчило навчання лише 75 осіб. На початку навчання проводилося під егідою Єврейського університету в Єрусалимі.
У 1970 році в університеті навчалося вже 2794 людини. У 1971 році три факультети розпочали навчання на ступінь магістра.
У 1972 році Хайфський університет був визнаний Ізраїльським центром вищої освіти та отримав право надавати ступінь від свого імені. На той момент університет закінчило 1826 осіб, і 457 отримали ліцензію викладача. Підтвердження було видано на два факультети, гуманітарних і соціальних наук і математики, які надавали 18 «гуртків» та 2 незалежних школи, викладання і соціальної роботи. 14 з цих 18 «гуртків» надавали навчання на ступінь магістра. Також вище навчання було визнано в коледжах Емек Ісраель, Тель-Хай і в коледжі Західної Галілеї, все — під егідою Хайфского університету.
У 1980 році факультет Психології отримав право надавати ступінь доктора.
У 1991 році був відкритий єдиний факультет Юриспруденції в Північному Ізраїлі.

## Галерея

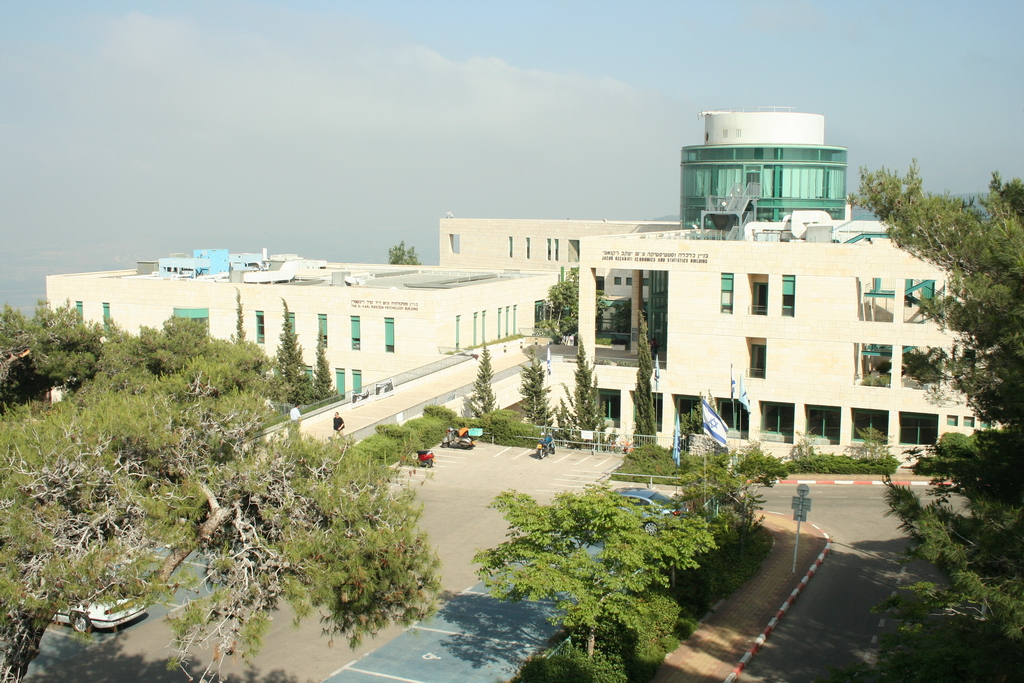
Будівля рабин
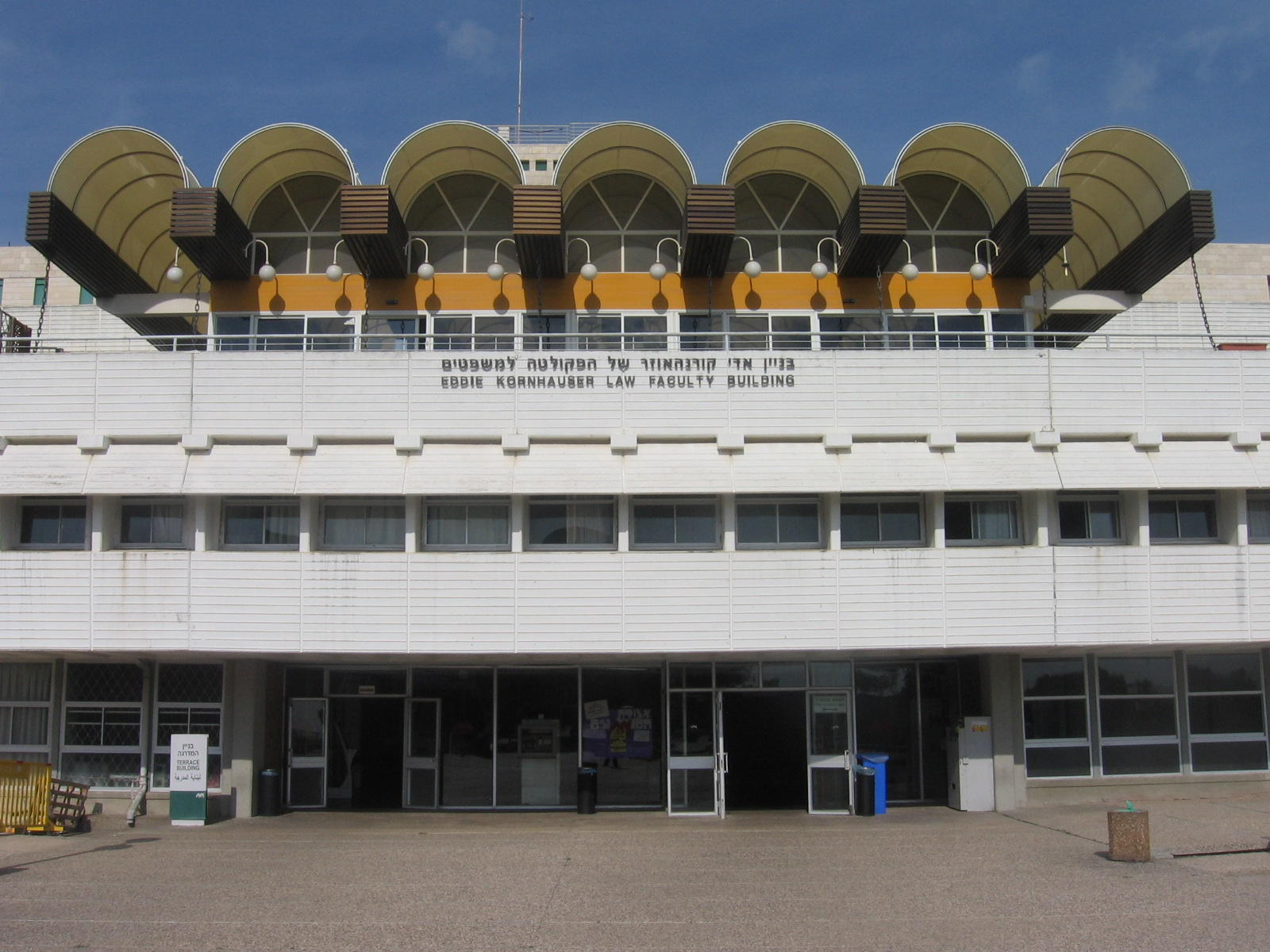
Юридичний факультет
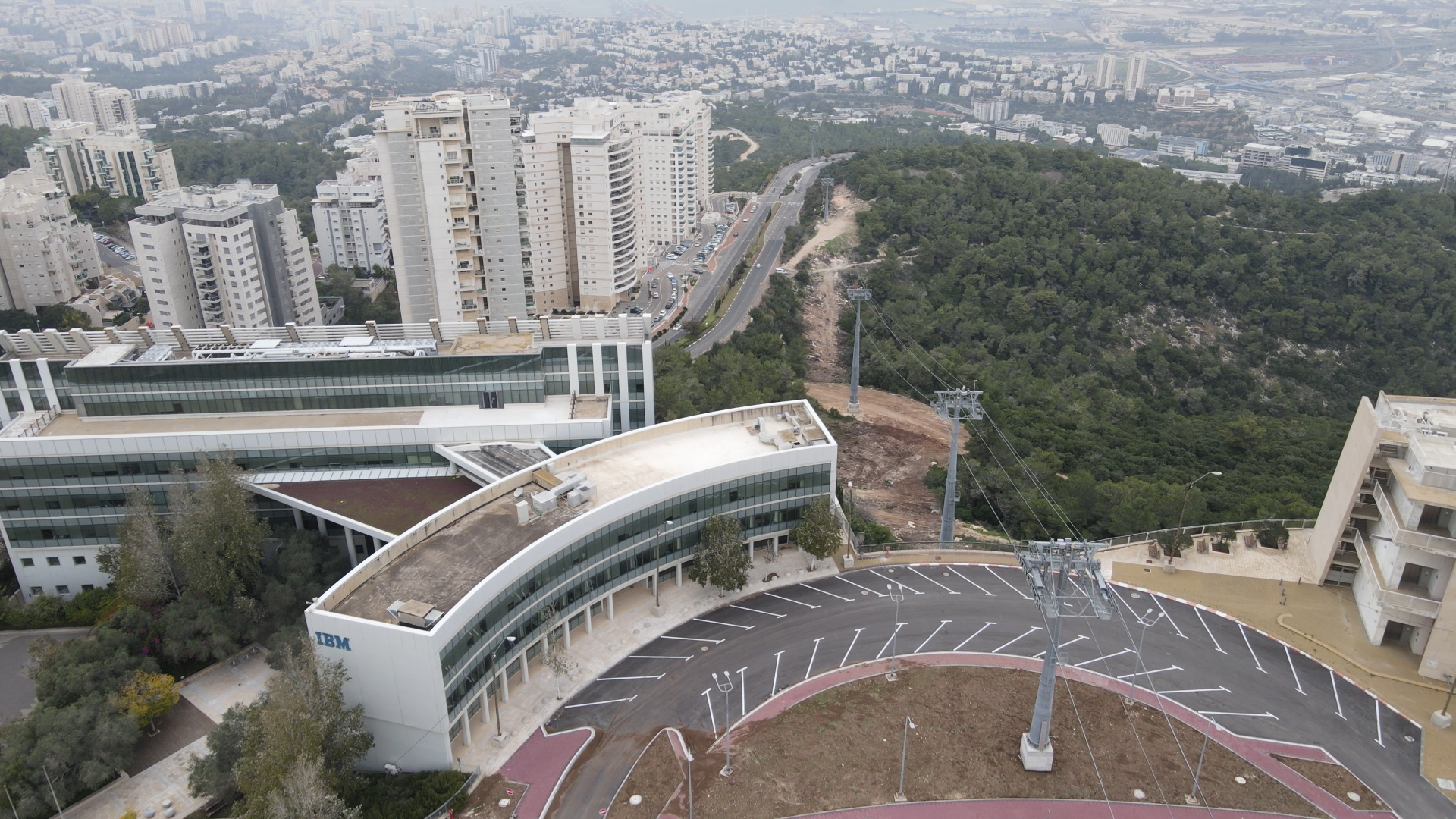
Будівля IBM
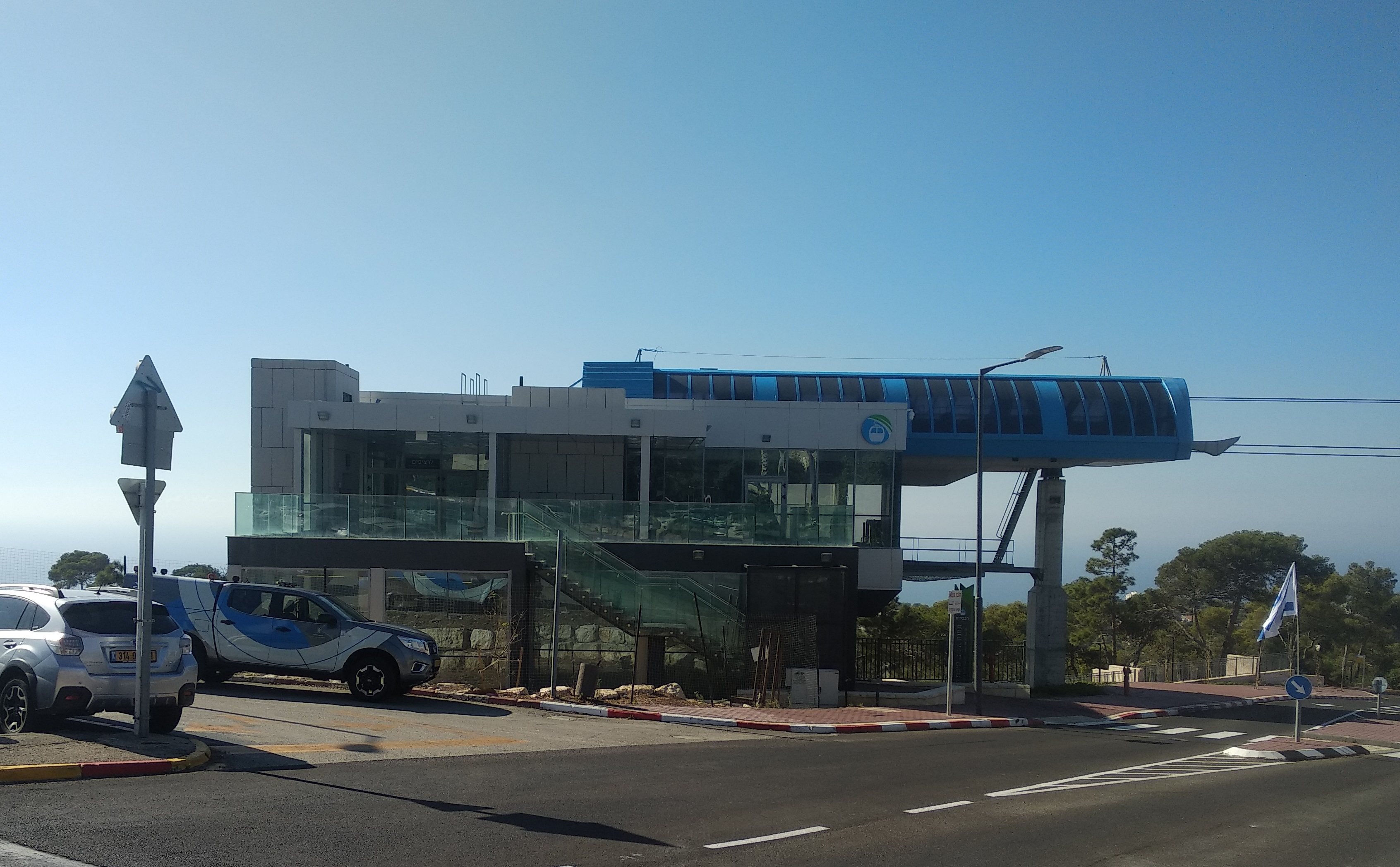
Станція Рахбаліт в Хайфськом університете